# Nemaliophycidae
Sous-classe
Les Nemaliophycidae sont une sous-classe d'algues rouges de la classe des Florideophyceae. 

## Liste des ordres
Selon AlgaeBase (26 août 2016) :
- ordre des Acrochaetiales Feldmann
- ordre des Balbianiales R.G.Sheath & K.M.Müller
- ordre des Balliales H.-G.Choi, G.T.Kraft, & G.W.Saunders
- ordre des Batrachospermales Pueschel & K.M.Cole
- ordre des Colaconematales J.T.Harper & G.W.Saunders
- ordre des Entwisleiales F.J.Scott, G.W.Saunders & Kraft
- ordre des Nemaliales F.Schmitz
- ordre des Palmariales Guiry & D.E.G.Irvine
- ordre des Thoreales K.M.Müller, A.R.Sherwood, C.M.Pueschel, R.R.Gutell, R.G.Sheath

Selon World Register of Marine Species (26 août 2016) :
- ordre des Entwisleiales F.J.Scott, G.W.Saunders & Kraft
- ordre des Nemaliales F.Schmitz
- ordre des Rhodachlyales